# Begonia tampinica
Begonia tampinica là một loài thực vật có hoa trong họ Thu hải đường. Loài này được Burkill ex Irmsch. mô tả khoa học đầu tiên năm 1929.